# Edificio Security (Miami)
Edificio Security (en inglés: Security Building) es un edificio histórico ubicado en Miami, Florida.  Edificio Security se encuentra inscrito  en el Registro Nacional de Lugares Históricos desde el 4 de enero de 1989. Forma parte del Downtown Miami MRA. 

## Ubicación
Edificio Security se encuentra dentro del condado de Miami-Dade en las coordenadas 25°46′31″N 80°11′31″O / 25.775278, -80.191944.